# La predicación de San Juan el Bautista
La predicación de San Juan el Bautista es una obra del pintor holandés Bartholomeus Breenbergh. Está realizado en óleo sobre panel, y fue pintado en el año 1634. Mide 54,6 cm de alto y 75,2 cm de ancho. Se exhibe actualmente en el Museo Metropolitano de Arte de Nueva York (Estados Unidos). 
Se representa en este caso una escena bíblica, en concreto, la predicación de Juan el Bautista ante una multitud. El paisaje en que se desarrolla no es el típico holandés, llano, sino que se ha compuesto mediante la superposición de elementos diversos de origen italiano. Así, se ven unas ruinas que pueden recordar al Coliseo romano.